# Buttisholz
Buttisholz es una comuna suiza del cantón de Lucerna, situada en el distrito de Sursee. Su población estimada, a fines de 2020, es de 3.322 habitantes.
Limita al norte con la comuna de Oberkirch, al este con Nottwil, al sureste y sur con Ruswil, al suroeste con Menznau, y al noroeste con Grosswangen.